# 김조순 (양궁 선수)
김조순(金調順, 1975년 6월 13일 ~ )은 대한민국의 양궁 선수이다.

## 생애
충청남도 홍성군 출신으로 홍성여자고등학교를 졸업한 후에 실업 선수가 되어 홍성군청 양궁단에 입단했다. 1995년에 처음으로 국가대표 선수로 발탁되었으며, 첫 국제 대회인 자카르타에서 열린 1995년 세계 선수권 대회에서 단체전 우승을 이뤄냈다. 이후 올림픽 대표로도 발탁되어 1996년 미국 애틀랜타에서 열린 올림픽에 참가하여 단체전 금메달을 획득했다. 태국 방콕에서 열린 1998년 아시안 게임에서는 개인전과 단체전 모두 금메달을 획득했다.
2000년에 탁구 선수 김택수와 결혼했으며, 2010년에 자녀 유학을 위해 뉴질랜드로 이주했으며, 크라이스트처치 양궁 클럽의 코치를 맡기도 했다. 현재는 오스트레일리아에 거주하고 있다.

## 가족
- 김택수 (1970년) - 탁구 선수